# Zaječí
Zaječí (in tedesco Saitz) è un comune della Repubblica Ceca facente parte del distretto di Břeclav, in Moravia Meridionale.